# Momotarō le samouraï
Pour plus de détails, voir Fiche technique et Distribution.
Momotarō le samouraï (桃太郎侍, Momotarō samurai) est un film japonais réalisé par Kenji Misumi et sorti en 1957.

## Synopsis
Momotarō est un rōnin sans attache de noble extraction, en effet, il est en réalité le jumeau de Shin'nosuke Wakagi, l'héritier du clan Marugame. Mais la naissance de jumeaux étant signe de malheur, son existence a été cachée et il a vécu aux côtés de sa mère jusqu'à la mort de celle-ci. Depuis, il parcourt les routes et combat les injustices.
Par un concours de circonstance, Momotarō se trouve mêlé à des intrigues liées à la succession à la tête du clan Marugame. D'abord réticent à venir apporter son aide, il change d'avis lorsque la vie de son frère Shin'nosuke est en danger.

## Fiche technique
- Titre : Momotarō le samouraï[1]
- Titre original : 桃太郎侍 (Momotarō samurai?)
- Réalisation : Kenji Misumi
- Scénario : Fuji Yahiro (ja), d'après un roman de Kiichirō Yamate (ja)
- Photographie : Kōhei Sugiyama (ja)
- Musique : Ichirō Saitō
- Décors : Kōichirō Kanda
- Montage : Shigeo Nishida
- Producteur : Shin Sakai
- Société de production : Daiei
- Pays de production :  Japon
- Langue originale : japonais
- Format : couleur — 1,33:1 — 35 mm — son mono (Westrex Recording System)
- Genres : Film d'aventures ; chanbara ; jidai-geki ;
- Durée : 87 minutes[2] (métrage : dix bobines - 2 367 m[2])
- Dates de sortie :
  - Japon : 15 décembre 1957[2]

## Distribution
- Raizō Ichikawa : Shinjirō Wakagi aka Momotarō / Shin'nosuke Wakagi
- Michiyo Kogure : Kosuzu Hanabusa
- Yōko Uraji (ja) : Yuri
- Seizaburō Kawazu (ja) : Hankurō Iga
- Shunji Sakai (ja) : Inosuke
- Shōsaku Sugiyama (ja) : Shuzen Washizuka
- Ryōsuke Kagawa (ja) : Geki Uda
- Gen Shimizu : Iori Kamishima, le père de Yuri
- Toshio Hosokawa (ja) : Tesshinsai Ōtaki
- Kenjirō Uemura (ja) : Takagaki Kanpei
- Setsuko Hama : Chiyo
- Yōko Wakasugi : Dame Oume
- Kenjirō Uemura (ja) : le prêtre Jikai

## Autour du film
Momotarō le samouraï est la deuxième adaptation pour le cinéma du roman éponyme de Kiichirō Yamate (ja), terreau d'un nombre considérable de films, séries télés et mangas depuis sa publication en 1939. La première adaptation est L'Histoire secrète du château de Shura (修羅城秘聞, Shura-jō hibun), un film en deux parties de Teinosuke Kinugasa sorti en 1952 avec Kazuo Hasegawa dans le rôle de Momotarō. Raizō Ichikawa campe un double rôle, celui de Momotarō, un talentueux rōnin, et d'un jeune seigneur du clan Marugame.